# Славгородська (прізвище)
Славгородська — жіноча форма прізвища Славгородський.
- Славгородська Наталія Петрівна — суддя апеляційного суду Миколаївської області у відставці, відзначена орденом княгині Ольги III ступеня[1]
- Славгородська Наталія Тимофіївна (1919—1997) — ланкова колгоспу. Героїня Соціалістичної праці.